# Frank Yale
Frank Yale of Frankie Yale of Frankie Uale, geboren als Francesco Ioele, (Longobucco (Calabrië), 22 januari 1893 - New York, 1 juli 1928) was een Italiaans-Amerikaanse gangster uit Brooklyn, en voormalig baas van Al Capone voordat laatstgenoemde in Chicago zijn eigen bende oprichtte.
Yale was bevriend met Johnny Torrio, en toen die naar Chicago vertrok nam Yale de activiteiten in New York over. Zijn hoofdkwartier was in een bar in Brooklyn, de Harvard Inn. Tussen 1916 en 1919 was Capone actief met die bar als thuisbasis. 
Yale was betrokken bij diverse aanslagen in Chicago, waaronder de moord op Dean O'Banion. Daarnaast werd Yale lange tijd verdacht van de moord op James "Big Jim" Colosimo. Wegens gebrek aan bewijs werd Yale uiteindelijk vrijgelaten. Telefoontaps, later vrijgegeven door de FBI stellen dat vermoedelijk Al Capone de trekker bij de moord op Colosimo heeft overgehaald. Later in de jaren twintig groeide het argwaan tussen Capone en Yale en op 1 juli 1928 werd Yale vermoord in Manhattan. Anderhalf jaar later werd het moordwapen, een tommygun, gevonden in een bungalow van Fred Burke. Dit was een huurmoordenaar die veel klussen deed voor Al Capone, waardoor vermoed werd dat Capone de opdrachtgever was. Beide mannen zijn echter nooit veroordeeld voor de moord op Yale.